# 坎帕尼揚車站
坎帕尼揚車站（葡萄牙語：Estação Ferroviária de Campanhã）是葡萄牙波爾圖坎帕尼揚堂區的一個十九世紀車站。1877年啟用，直接連結至波爾圖地鐵，並有城際列車和通勤鐵路列車停靠，由葡萄牙鐵路營運。此站是貫通式車站。